# Sadegh Moharrami
Sadegh Moharrami (en persa: صادق محرمی; Hashtpar, 1 de marzo de 1996) es un futbolista iraní, juega como defensor y su equipo es el Tractor S. C. de la Iran Pro League.

## Trayectoria

### Malavan
Moharrami comenzó su carrera en las categorías juveniles de Malavan. Fue ascendido al primer equipo por Dragan Skočić e hizo su debut con Malavan en la Iran Pro League 2013-14 contra Sepahan como sustituto.

### Persepolis
El 27 de junio de 2016, Moharrami se unió al Persépolis en un contrato de dos años. Hizo su debut el 21 de septiembre de 2016 en la victoria por 3-1 contra Sepahan.

### Dinamo Zagreb
El 27 de junio de 2018, Moharrami firmó un contrato de cinco años con el campeón croata Dinamo Zagreb.

## Selección nacional

### Categorías inferiores
Formó parte de la selección iraní sub-17 en el Campeonato Sub-16 de la AFC de 2012 y en la Copa Mundial de Fútbol Sub-17 de 2013.
Fue convocado a la selección iraní sub-20 por Ali Doustimehr a la preparación para el Campeonato sub-19 de la AFC 2014.

### Selección absoluta

#### Participaciones en Copas del Mundo
| Copa              | Sede  | Resultado      | Partidos | Goles |
| ----------------- | ----- | -------------- | -------- | ----- |
| Copa Mundial 2022 | Catar | Fase de grupos | 1        | 0     |

## Clubes
| Club                             | País    | Año       |
| -------------------------------- | ------- | --------- |
| Malavan F. C.                    | Irán    | 2012-2016 |
| Persépolis F. C.                 | Irán    | 2016-2018 |
| G. N. K. Dinamo Zagreb           | Croacia | 2018-2025 |
| N. K. Lokomotiva Zagreb (cedido) | Croacia | 2019      |
| Tractor S. C.                    | Irán    | 2025-     |

## Palmarés

### Títulos nacionales
| Título               | Club                   | País    | Año     |
| -------------------- | ---------------------- | ------- | ------- |
| Iran Pro League      | Persépolis F. C.       | Irán    | 2016-17 |
| Iran Pro League      | Persépolis F. C.       | Irán    | 2017-18 |
| Supercopa de Irán    | Persépolis F. C.       | Irán    | 2017    |
| Prva HNL             | G. N. K. Dinamo Zagreb | Croacia | 2018-19 |
| Supercopa de Croacia | G. N. K. Dinamo Zagreb | Croacia | 2019    |
| Prva HNL             | G. N. K. Dinamo Zagreb | Croacia | 2019-20 |
| Prva HNL             | G. N. K. Dinamo Zagreb | Croacia | 2020-21 |
| Copa de Croacia      | G. N. K. Dinamo Zagreb | Croacia | 2020-21 |
| Prva HNL             | G. N. K. Dinamo Zagreb | Croacia | 2021-22 |
| Supercopa de Croacia | G. N. K. Dinamo Zagreb | Croacia | 2022    |
| Prva HNL             | G. N. K. Dinamo Zagreb | Croacia | 2022-23 |
| Supercopa de Croacia | G. N. K. Dinamo Zagreb | Croacia | 2023    |
| Prva HNL             | G. N. K. Dinamo Zagreb | Croacia | 2023-24 |
| Copa de Croacia      | G. N. K. Dinamo Zagreb | Croacia | 2023-24 |

### Distinciones individuales
| Distinción                           | Año     |
| ------------------------------------ | ------- |
| Equipo del año de la Iran Pro League | 2017-18 |